# Fongum Gorji Dinka
Fongum Gorji Dinka, né le 22 juin 1930 est un avocat, activiste politique camerounais, et fon du peuple Widekum,.

## Biographie

### Naissance et carrière
Fongum Gorji Dinka naît le 22 juin 1930. Il est actif lors du problème anglophone au Cameroun et plaide pour plus de droits pour les Camerounais anglophones et contre le gouvernement camerounais. Il est le premier président de l'Association du Barreau du Cameroun et est également la partie nommée de l'affaire Fongum Gorji Dinka v. Cameroun qui est jugée à la Haute Cour de justice et au Comité des droits de l'homme des Nations unies. Il invente également le terme « Ambazonie », qu'il utilise pour la première fois en 1984,. Avec Bernard Fonlon et Carlson Anyangwe, il est l'auteur de The New Social Order, qui défend la sécession des régions anglophones du Cameroun,.
Il est arrêté en mai 1985 pour ses protestations contre le gouvernement et est détenu jusqu'en février 1986,. Après sa libération, il s'enfuit au Nigeria. Dans un jugement de 2005, la Commission des droits de l'homme des Nations unies statue en faveur de l'indemnisation de Fongum Gorji Dinka pour les violations des droits de l'homme sur sa personne et pour les garanties de jouissance de ses droits civiques.